# ボブ・グリーン
ボブ・グリーン（Bob Greene、本名：ロバート・バーナード・グリーン、1947年3月10日 - ）は、アメリカ合衆国のジャーナリストであり、コラムニストである。
24年間にわたりシカゴ・トリビューンでコラムニストを務め、また、アメリカの片田舎の街から大統領、バスケットボール選手マイケル・ジョーダンまで、さまざまなテーマを扱った著作を持つ。

## 人物
出身はオハイオ州ベクスリー（コロンバスの郊外）でイリノイ州エバンストンのノースウェスタン大学を1969年に卒業してシカゴ・サンタイムズに一般記事や特集記事を書く記者として就職、2年後にはコラムを担当する。グリーンがアメリカ中の注目を浴びたのは処女作 "Billion Dollar Baby" （1975年）。ロックスターのアリス・クーパーのコンサート設営スタッフとして働いた当時の彼の日記である。グリーンは新聞のコラムに主力を注ぎ、1977年には最優秀コラムニストとして The National Headliner's Award をアメリカのジャーナリスト達から受賞。直後にでライバル紙のシカゴ・トリビューンに移籍し、地元テレビ局にもゲスト出演するようになり、最終的には ABCネットワークの番組ナイトラインの解説者の地位を射止める。
1990年代にはシカゴブルズのマイケル・ジョーダンを取材、思いもよらぬほど親しくなり、2冊の著書はベストセラーになった。小説 "All Summer Long" は 1993年にダブルデイ社から出版され、コラム記事は何冊かの本に集められている。
グリーンはコラムニストとして人気がある一方「感傷的に過ぎる」「くどい」「同じテーマを何度でも取り上げる」などの批判もある。それはとりわけThe Baby Richardの幼児監護権事件にはっきり見られる。この監護権訴訟の生みの両親のセラピストを担当したカレン・モリアーティは、著書 "Baby Richard: A Four-Year-Old Child Comes Home" で、100回近くグリーンがこの件でコラムを書いたうち、生みの両親には一度も取材しなかったと語っている。彼は養子縁組先の両親を強く支持するコラムを書いている。ザ・シカゴリーダー（The Chicago Reader、シカゴ地元向け週刊誌）は BobWatch: We Read Him So You Don't Have To （「ボブウォッチ：あなたまで読む必要はありません」）というグリーンを笑いものにする記事をネイル・スタインバーグというペンネームの記者に書かせている。コンサート設営スタッフとしてのグリーンの体験は、スティーブ・ゲルバーというマンガ作家が、Dr. Bong という悪党を主人公にした、1970年代のマーベル社（X-メンなどで知られる）のハワード・ザ・ダックを下敷きにしたパロディーに仕立てている。

## シカゴ・トリビューン辞職
2002年9月、グリーンはコラムニストの座を降りることを余儀なくされた。14年前に当時17歳の女子高校生と婚外交渉をもったと認めたためである。この生徒は課外活動の一環としてグリーンのもとを訪問し、グリーンのコラムでも取り上げられていた。イリノイ州では2人の交際は合法であり、グリーンが彼女を夕食に誘い出したのは高校を卒業してからであった。
この一件は周囲の耳目を集めたが、それは彼が虐待児童の保護を訴え、家族の価値を重んじる人間として名を馳せていたからでもある。グリーンはベストセラー『ボブ・グリーンの父親日記』（"Good Morning, Merry Sunshine: A Father's Journal of His Child's First Year"）の著者として知られている。
シカゴトリビューンによると、2人は一度だけホテルに入ったことがあるが「性的関係は交わりの手前で終わった」と遠まわしに伝えている。またグリーン自身はエスクァイア誌で、「進むのをためらい『好きな人とできるまで待ったほうがいい』と言った」と主張している。

## 作家として
シカゴ・トリビューンを離れた 4ヶ月後、妻のスーザンが1ヶ月の呼吸器疾患闘病の末亡くなる。グリーンは、新聞や雑誌に記事を書くことはないが、本は書き続けている。最新刊は "And You Know You Should Be Glad: A True Story of Lifelong Friendship"（『ABCDJ―とびきりの友情について語ろう』日本放送出版協会　2007年）。57歳で亡くなった生涯の友ジャック・ロスの闘病と死を書きつづったものである。
映画 "Funny About Love"（1990年）はグリーンのコラムを元に製作され、彼の名前も映画にクレジットされている。

## 私生活
31歳で結婚した故スーザン・キーベル・グリーン（Susan Koebel Green）との間に、二人の子供ニックとアマンダをもうけている。

## 単著
- And You Know You Should Be Glad: A True Story of Lifelong Friendship (William Morrow, 2006) (友人の死を個人的に語ったもの) ISBN 0-06-088193-3
- Fraternity: A Journey in Search of Five Presidents (Crown, 2004) (前・元大統領達とのインタビュー) ISBN 1-4000-5464-8
- Once Upon a Town: The Miracle of the North Platte Canteen (William Morrow, 2002) ISBN 0-06-008196-1
- Duty: A Father, His Son, And The Man Who Won The War (William Morrow, 2000) (半分は父との思い出で、残りはアメリカ空軍准将で原爆投下爆撃機パイロットPaul W. Tibbetsについて)ISBN 0-380-97849-0
- The 50-Year Dash: The Feelings, Foibles, and Fears of Being Half-a-Century Old (Doubleday, 1997) ISBN 0-385-48502-6
- Chevrolet Summers, Dairy Queen Nights (Viking Press, 1997) (collection of columns) ISBN 0-670-87032-3
- Rebound: The Odyssey of Michael Jordan (Viking Press, 1995) ISBN 0-670-86678-4
  - 邦題『マイケル・ジョーダン リバウンド』（土屋晃翻訳文芸春秋、1999年）ISBN 4-167-30988-2
- To Our Children's Children: Preserving Family Histories for Generations to Come (Doubleday, 1993) (co-authored with D.G. Fulford) ISBN 0-385-46797-4
- All Summer Long (Doubleday, 1993) (novel) ISBN 0-385-42589-9
- Hang Time: Days and Dreams with Michael Jordan (Doubleday, 1992) ISBN 0-385-42588-0
  - 邦題『マイケル・ジョーダン物語』 （菊谷匡祐翻訳、集英社、1996年）ISBN 978-4-087-60290-6
- He Was a Midwestern Boy on His Own (Atheneum, 1991) (collection of columns) ISBN 0-689-12117-2
- Homecoming: When the Soldiers Returned from Vietnam (Putnam, 1989) ISBN 0-399-13386-0
- Be True To Your School: A Diary of 1964 (Scribner, 1987) (reconstructed high-school diary)(グリーンがベクスレー高校の2年生であった1964年当時の自身の1年間の日記を書籍化したもの。タイトルはビーチボーイズの曲名から採っている。邦題は『十七歳―1964春』『十七歳―1964秋』) ISBN 0-689-11612-8
- Cheeseburgers (Atheneum, 1985) (collection of columns) ISBN 0-689-11611-X
  - 邦題『チーズバーガーズ―Cheeseburgers』（講談社インターナショナル、1989年）
- Good Morning, Merry Sunshine: A Father's Journal of His Child's First Year (Atheneum, 1984) ISBN 0-689-11434-6
  - 邦題『ボブ・グリーンの父親日記』（西野薫翻訳、中央公論社、1989年）
- American Beat (Atheneum, 1983) (collection of columns) ISBN 0-689-11397-8
- Johnny Deadline, Reporter (Nelson-Hall, 1976) (collection of columns and other journalism) ISBN 0-88229-361-3
- Billion Dollar Baby (Atheneum, 1974) (account of roadie work for Alice Cooper) ISBN 0-689-10616-5
- Running (Regnery, 1973) (journal of 1972 presidential campaign)
- We Didn't Have None of Them Fat Funky Angels on the Wall of Heartbreak Hotel (Regnery, 1971) (collection of columns and other journalism)

## 共著
- Notes on the Kitchen Table: Families Offer Messages of Hope for Generations to Come (Doubleday, 1998) (姉 D.G. Fulford と) ISBN 0-385-49061-5
- Bagtime (Popular Library, 1977) (ポール・ギャロウェイ (Paul Galloway) との共著による、架空のスーパーマーケットの荷物運びマイク・ホリデーの視点から見たコラムから。演劇やテレビ映画にもなっている。)ISBN 0-445-04057-2